# Jonathan Torrens
Pour les articles homonymes, voir Torrens.
Jonathan Torrens est un acteur et scénariste canadien né le 25 octobre 1972 à Charlottetown (Canada).

## Filmographie

### comme acteur
- 1993 : Lifeline to Victory (TV) : Radio
- 1998 : Beefcake : David
- 1999 : Pit Pony (série télévisée) : Tony Moressa (2001)
- 2002 : Rideau Hall (série télévisée) : Daniel Van Dusen
- 2003 : Jonathon Cross's Canada (série télévisée) : Jonathan Cross
- 2003 : The Bread Maker : Edmund Goobie
- 2004 : Joe Schmo 2 (série télévisée) : Gerald, "The Gotta-be-Gay-Guy"
- 2004 : The Trailer Park Boys Christmas Special (TV) : J-Roc
- 2005 : Dirty Love : Mike

### comme scénariste
- 1998 : Nan's Taxi (TV)